# Aphelandra limbatifolia
Aphelandra limbatifolia är en akantusväxtart som beskrevs av Gustav Lindau. Aphelandra limbatifolia ingår i släktet Aphelandra och familjen akantusväxter. Inga underarter finns listade i Catalogue of Life.